# Bambi, a Life in the Woods
Bambi, a história de uma vida na floresta é um livro austríaco publicado em 1923 por Felix Salten.

## Sinopse
Tudo começa com o nascimento de Bambi na floresta e a primeira infância, cheia de descobertas e aventuras ao lado de seus amigos e primos - o frágil Gobo e a bela Faline. Mas o inverno chega e Bambi descobre que a floresta está em perigo; a primeira nevasca torna a comida difícil de encontrar, e o pai de Bambi, um belo corço, desaparece na mata, deixando Bambi e sua mãe sozinhos. E então há o homem, que vem para a floresta com suas armas de fogo.
Em uma narrativa emocionante, adulta e encantadora, Bambi precisará enfrentar uma jornada cheia de dificuldades para se tornar o Príncipe da Floresta.

## Adaptação ao cinema
Adaptado ao cinema em 1942 com o título de Bambi pelos Estúdios Disney.